# Diglyphosema ovale
Diglyphosema ovale är en stekelart som först beskrevs av Thomson 1877.  Diglyphosema ovale ingår i släktet Diglyphosema, och familjen glattsteklar. Arten är reproducerande i Sverige.